# Флорес, Хосе Мануэль
Хосе́ Мануэ́ль Фло́рес Море́но (исп. José Manuel Flores Moreno; 6 марта 1987, Кадис), более известный под именем Чи́ко Фло́рес (исп. Chico Flores) — испанский футболист, центральный защитник.

## Карьера
Чико воспитанник клуба «Кадис». С сезона 2005/2006 он стал выступать за вторую команду клуба. В сезоне 2006/07 защитник появился в трёх матчах основного состава «Кадиса». Летом 2007 года Чико, на правах аренды, перешёл в «Портуэнсе», а затем в «Барселону B», за которую сыграл 13 встреч и забил 2 гола.
В 2008 году Чико перешёл в «Альмерию», заплатившую за трансфер защитника 700 тыс. евро. Защитник быстро стал игроком основы команды, за которую в первом сезоне провёл 20 игр. В следующем году он сыграл 27 матчей, несмотря на травму, полученную в марте.
21 июля 2010 года перешёл в итальянский клуб «Дженоа» за 5 млн евро; контракт был подписан на 5 лет. После перехода футболист сказал: «Почему я перехожу в „Дженоа“? Потому что они предложили самую высокую зарплату из всех клубов, интересовавшихся мной. Вот и все дела». 19 сентября дебютировал в составе команды в матче чемпионата Италии с «Пармой», завершившимся вничью 1:1; испанец появился на поле на 85-й минуте встречи, заменив Джандоменико Место.
22 июля 2011 года перешёл в «Мальорку» на правах аренды сроком на один сезон.
28 июня 2018 подписал двухлетний контракт с клубом РПЛ «Рубин» Казань. Сыграл в первых восьми турах. В сентябре в матче с «Арсеналом» получил перелом основания костей носа со смещением, после чего на поле не выходил. Портал championat.com назвал Флореса одним из главных разочарований РПЛ 2018 года. 15 февраля 2019 года контракт с «Рубином» был расторгнут по соглашению сторон.

## В сборной
С 2008 по 2009 год играл за молодёжную сборную Испании. В 2009 году он участвовал в её составе на молодёжном чемпионате Европы, где испанцы не смогли выйти из группы.

## Достижения
- Обладатель Кубка английской лиги: 2012/13
- Чемпион Катара: 2016/17